# Muizenstaart
De muizenstaart (Myosurus minimus) is een eenjarige plant, die behoort tot de ranonkelfamilie (Ranunculaceae). De plant komt van nature voor in Eurazië, Noord-Amerika en Australië. De plant heeft 2n = 16 chromosomen.
De plant wordt 2-20 cm hoog en vormt een bladrozet. De lijnvormige, iets vlezige bladeren zijn 2-6 cm lang en 2 mm breed.
De muizenstaart bloeit rond de maand mei met groenachtig gele bloemen. De bloem bestaat uit 3-4 mm lange kelkbladen (kroonbladen ontbreken), tot honderd stampers en heeft een tot 2 mm lange spoor. De buisvormige nectariën zijn min of meer wit. Er vindt kruisbestuiving door kleine vliegen en muggen plaats, maar vaker treedt zelfbestuiving op. 
De dopvruchtjes hebben een tot 0,5 mm lange snavel en zitten op een tot 7 cm lang vruchthoofdje, dat op een muizenstaart lijkt. De rijpe vruchtjes worden door de wind verspreid. 
De plant komt voor op vochtige tot natte grond, vaak aan de ingang van weilanden en bij drinkplaatsen waar tijdelijk water kan staan.

## Namen in andere talen
- Duits: Kleiner Mäuseschwanz, Mäuseschwänzchen, Zwergmäuseschwanz
- Engels: Mousetail
- Frans: Ratoncule naine

|  |  |